# 老坛酸菜牛肉面
老坛酸菜牛肉面是泡麵产品的一类，专有的酸菜调味包是最大特色。由于没有一个方便面生产厂家称其对“老坛酸菜牛肉面”拥有专利权，因此统一、康师傅等多个厂家都会生产老坛酸菜牛肉面。老坛酸菜牛肉面最早由统一企业中国控股于2003年9月在四川作为地域性产品发售，2008年在中国大陆正式列为全国性产品。

## 食品安全问题
2022年3月15日，中国央视3·15晚会曝光湖南插旗菜业有限公司等企业生产销售的酸菜存在严重卫生问题，包括食品在无保护的土坑中腌制、工人穿拖鞋或赤脚踩踏食品、以及作业时乱扔烟头和吐痰等。被曝光的企业还曾为康师傅、统一企业、肯德基、麦当劳等一大批知名企业供货。中国各地的方便面消费者一片哗然，全国各地都掀起了抵制老坛酸菜牛肉面的风潮。
3·15晚会播出后，淘宝、拼多多、京东等电商平台已搜索不到“老坛酸菜”相关商品，康师傅电商旗舰店也下架老坛酸菜牛肉面相关产品。3月16日凌晨，康师傅发布公告向消费者致歉：湖南插旗菜业有限公司是康师傅的酸菜供应商之一，已立即终止其供应商资格，取消一切合作，封存其酸菜包产品，康师傅将积极配合监管部门进行调查和检测。
3·15晚会播出当晚，统一企业官网发布《关于使用酸菜包原料的声明》，声明中称央视2022年“3.15”晚会报道的湖南插旗菜业有限公司不是统一企业的供应商，与统一企业没有任何关系，已经勒令湖南插旗菜业有限公司在其官网撤除不实信息。声明还透露统一企业内部对老坛酸菜有严格的监管体系，坚持传统老坛二次发酵的工艺，同时派专人到酸菜包供应商处现场全程监管，酸菜自腌自用，不允许外购酸菜。
其他厂商亦于事后声明自身并未与被曝光企业合作。